# Juncus stipulatus
Juncus stipulatus är en tågväxtart som beskrevs av Christian Gottfried Daniel Nees von Esenbeck och Franz Julius Ferdinand Meyen. Juncus stipulatus ingår i släktet tåg, och familjen tågväxter. Inga underarter finns listade i Catalogue of Life.